# Fossemanant
Fossemanant est une commune française située dans le département de la Somme, en région Hauts-de-France.

## Géographie

### Localisation
Fossemanant est un village picard de l'Amiénois.
À vol d'oiseau, la localité est située à 8 km au nord-est de Conty, 12 km au sud-ouest d'Amiens et à 41 km au nord-est de Beauvais.
Le territoire de la commune est limitrophe de ceux de trois communes.
Les communes limitrophes sont  Nampty, Prouzel et Ô-de-Selle.

### Hydrographie

#### Réseau hydrographique
La commune est située dans le bassin Artois-Picardie. Elle est drainée par le canal de Lamoricière et la rivière la Selle,.
La Selle, d'une longueur de 39 km, prend sa source dans la commune de Catheux et se jette  dans la Somme canalisée à Amiens, après avoir traversé 16 communes. Les caractéristiques hydrologiques de la Selle sont données par la station hydrologique située sur la commune. Le débit moyen mensuel est de 3,96 m3/s. Le débit moyen journalier maximum est de 10,5 m3/s, atteint lors de la crue du 7 avril 2001. Le débit instantané maximal est quant à lui de 10,7 m3/s, atteint le même jour.

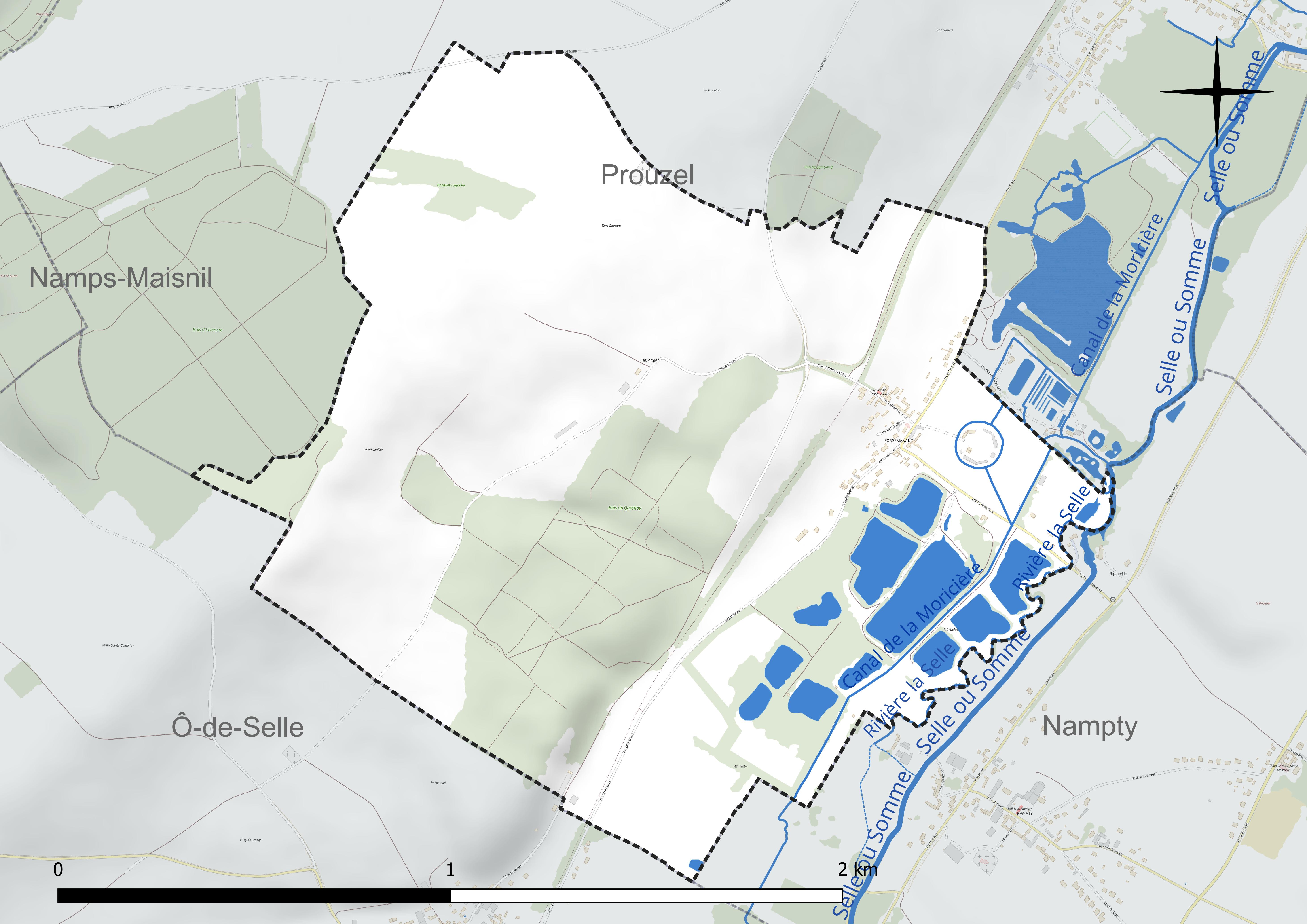
Réseau hydrographique de Fossemanant.

#### Gestion et qualité des eaux
Le territoire communal est couvert par le schéma d'aménagement et de gestion des eaux (SAGE) « Somme aval et Cours d'eau côtiers ». Ce document de planification concerne un territoire de 1 835 km2 de superficie, délimité par le bassin versant de la Somme canalisée. Le périmètre a été arrêté le 29 avril 2010 et le SAGE proprement dit a été approuvé le 6 août 2019. La structure porteuse de l'élaboration et de la mise en œuvre est le syndicat mixte d'aménagement hydraulique du bassin versant de la Somme (AMEVA).
La qualité des cours d'eau peut être consultée sur un site spécial géré par les agences de l'eau et l'Agence française pour la biodiversité.

### Climat
Pour des articles plus généraux, voir Climat des Hauts-de-France et Climat de la Somme.
En 2010, le climat de la commune est de type climat océanique dégradé des plaines du Centre et du Nord, selon une étude du CNRS s'appuyant sur une série de données couvrant la période 1971-2000. En 2020, Météo-France publie une typologie des climats de la France métropolitaine dans laquelle la commune est exposée à un climat océanique et est dans la région climatique Nord-est du bassin Parisien, caractérisée par un ensoleillement médiocre, une pluviométrie moyenne régulièrement répartie au cours de l'année et un hiver froid (3 °C).
Pour la période 1971-2000, la température annuelle moyenne est de 10,6 °C, avec une amplitude thermique annuelle de 13,8 °C. Le cumul annuel moyen de précipitations est de 644 mm, avec 11,3 jours de précipitations en janvier et 8,2 jours en juillet. Pour la période 1991-2020, la température moyenne annuelle observée sur la station météorologique la plus proche, située sur la commune de Glisy à 17 km à vol d'oiseau, est de 11,1 °C et le cumul annuel moyen de précipitations est de 646,6 mm,. Pour l'avenir, les paramètres climatiques de la commune estimés pour 2050 selon différents scénarios d'émission de gaz à effet de serre sont consultables sur un site dédié publié par Météo-France en novembre 2022.

## Urbanisme

### Typologie
Au 1er janvier 2024, Fossemanant est catégorisée commune rurale à habitat dispersé, selon la nouvelle grille communale de densité à sept niveaux définie par l'Insee en 2022.
Elle est située hors unité urbaine. Par ailleurs la commune fait partie de l'aire d'attraction d'Amiens, dont elle est une commune de la couronne,. Cette aire, qui regroupe 369 communes, est catégorisée dans les aires de 200 000 à moins de 700 000 habitants,.

### Occupation des sols
L'occupation des sols de la commune, telle qu'elle ressort de la base de données européenne d'occupation biophysique des sols Corine Land Cover (CLC), est marquée par l'importance des territoires agricoles (71,9 % en 2018), une proportion identique à celle de 1990 (71,9 %). La répartition détaillée en 2018 est la suivante : 
terres arables (53,2 %), forêts (15,9 %), prairies (12,1 %), eaux continentales (12,1 %), zones agricoles hétérogènes (6,6 %). L'évolution de l'occupation des sols de la commune et de ses infrastructures peut être observée sur les différentes représentations cartographiques du territoire : la carte de Cassini (XVIIIe siècle), la carte d'état-major (1820-1866) et les cartes ou photos aériennes de l'IGN pour la période actuelle (1950 à aujourd'hui).

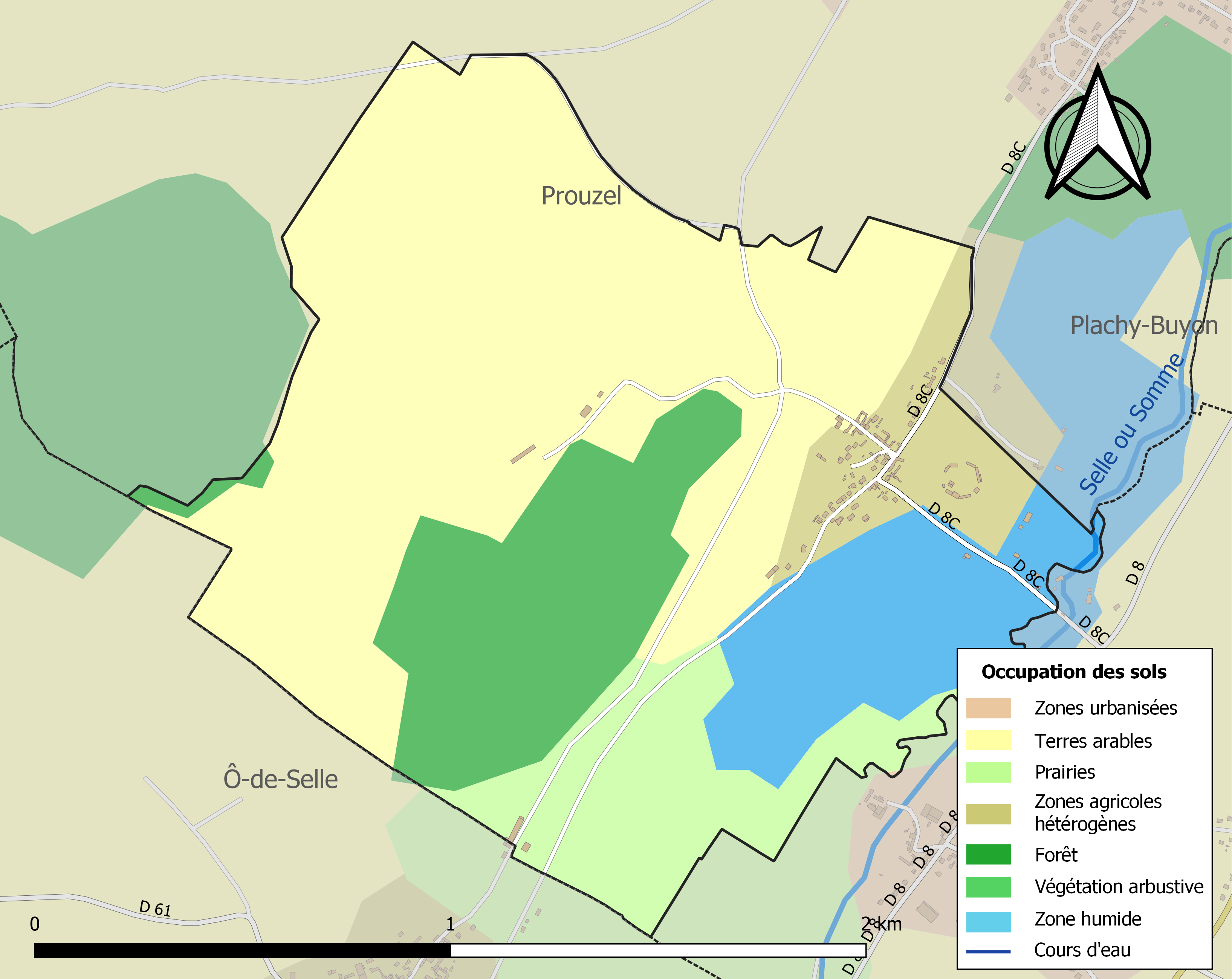
Carte des infrastructures et de l'occupation des sols de la commune en 2018 (CLC).

### Voies de communication et transports
En 2019, il est desservi par la ligne d'autocars no 29 (Crévecœur-le-Grand - Conty - Amiens)  du réseau interurbain Trans'80 Hauts-de-France.

## Toponymie
Le nom de la localité est attesté sous les formes Fossemanans en 1337 ; Fossemanant en 1301  ; Fossemanault en 1662 ; Fossemanan en 1696 ; Fosse-Manan en 1778 ; Fosse-Manant en 1801.

## Politique et administration

### Rattachements administratifs et électoraux
La commune se trouve dans l'arrondissement d'Amiens du département de la Somme. Pour l'élection des députés, elle fait partie depuis 2012 de la quatrième circonscription de la Somme.
Elle faisait partie depuis 1801 du canton de Conty. Dans le cadre du redécoupage cantonal de 2014 en France, la commune est intégrée au canton d'Ailly-sur-Noye.

### Intercommunalité
La commune était membre de la  communauté de communes du canton de Conty, créée par un arrêté préfectoral du 23 décembre 1996, et qui s'est substituée aux syndicats préexistants tels que le SIVOM et le SIVU de la coulée verte. Cette intercommunalité est renommée communauté de communes du Contynois en 2015, à la suite de la disparition du canton.
Dans le cadre des dispositions de la loi portant nouvelle organisation territoriale de la République du 7 août 2015, qui prévoit que les établissements publics de coopération intercommunale (EPCI) à fiscalité propre doivent avoir un minimum de 15 000 habitants, la préfète de la Somme propose en octobre 2015 un projet de nouveau schéma départemental de coopération intercommunale (SDCI) qui prévoit la réduction de 28 à 16 du nombre des intercommunalités à fiscalité propre du département.
Ce projet prévoit la « fusion des communautés de communes du Sud-Ouest Amiénois, du Contynois et de la région d'Oisemont », le nouvel ensemble de 37 412 habitants regroupant 120 communes,. À la suite de l'avis favorable de la commission départementale de coopération intercommunale en janvier 2016, la préfecture sollicite l'avis formel des conseils municipaux et communautaires concernés en vue de la mise en œuvre de la fusion.
La communauté de communes Somme Sud-Ouest, dont est désormais membre la commune, est ainsi créée au 1er janvier 2017.

### Liste des maires
| Période                                  | Période                      | Identité          | Étiquette | Qualité                        |
| ---------------------------------------- | ---------------------------- | ----------------- | --------- | ------------------------------ |
| Les données manquantes sont à compléter. |                              |                   |           |                                |
| mars 2001                                | 2014                         | Charles Hurtebise | EXD       |                                |
| 2014                                     | En cours (au 8 octobre 2020) | André Lefevre     |           | Réélu pour le mandat 2020-2026 |

## Démographie
L'évolution du nombre d'habitants est connue à travers les recensements de la population effectués dans la commune depuis 1793. Pour les communes de moins de 10 000 habitants, une enquête de recensement portant sur toute la population est réalisée tous les cinq ans, les populations de référence des années intermédiaires étant quant à elles estimées par interpolation ou extrapolation. Pour la commune, le premier recensement exhaustif entrant dans le cadre du nouveau dispositif a été réalisé en 2005.

En 2022, la commune comptait 101 habitants, en évolution de +6,32 % par rapport à 2016 (Somme : −1,26 %, France hors Mayotte : +2,11 %).
| 1793 | 1800 | 1806 | 1821 | 1831 | 1836 | 1841 | 1846 | 1851 |
| ---- | ---- | ---- | ---- | ---- | ---- | ---- | ---- | ---- |
| 74   | 69   | 102  | 111  | 129  | 136  | 148  | 149  | 162  |

| 1856 | 1861 | 1866 | 1872 | 1876 | 1881 | 1886 | 1891 | 1896 |
| ---- | ---- | ---- | ---- | ---- | ---- | ---- | ---- | ---- |
| 155  | 151  | 145  | 129  | 116  | 101  | 108  | 94   | 68   |

| 1901 | 1906 | 1911 | 1921 | 1926 | 1931 | 1936 | 1946 | 1954 |
| ---- | ---- | ---- | ---- | ---- | ---- | ---- | ---- | ---- |
| 71   | 92   | 84   | 83   | 78   | 66   | 62   | 63   | 69   |

| 1962 | 1968 | 1975 | 1982 | 1990 | 1999 | 2005 | 2006 | 2010 |
| ---- | ---- | ---- | ---- | ---- | ---- | ---- | ---- | ---- |
| 62   | 52   | 39   | 81   | 109  | 110  | 111  | 109  | 108  |

| 2015 | 2020 | 2022 | - | - | - | - | - | - |
| ---- | ---- | ---- | - | - | - | - | - | - |
| 96   | 98   | 101  | - | - | - | - | - | - |

## Culture locale et patrimoine

### Lieux et monuments
- Église Saint-Nicolas. Elle ressemble beaucoup à celle de Nampty.
- Les étangs du marais de treize hectares font l'objet de rempoissonnements réguliers pour maintenir l'intérêt des pêcheurs de gardons, carnassiers et carpes[33].

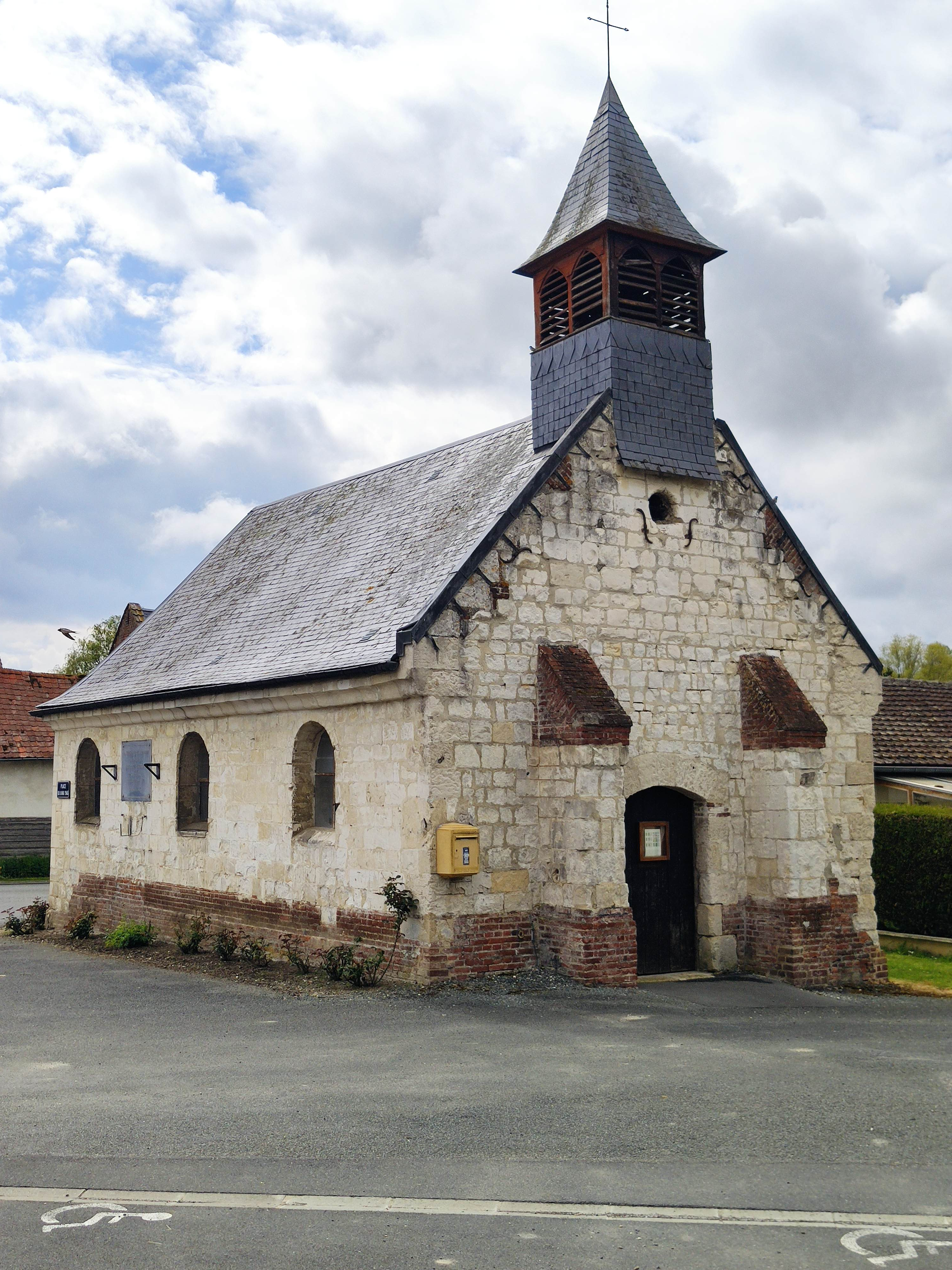
L'église Saint-Nicolas.
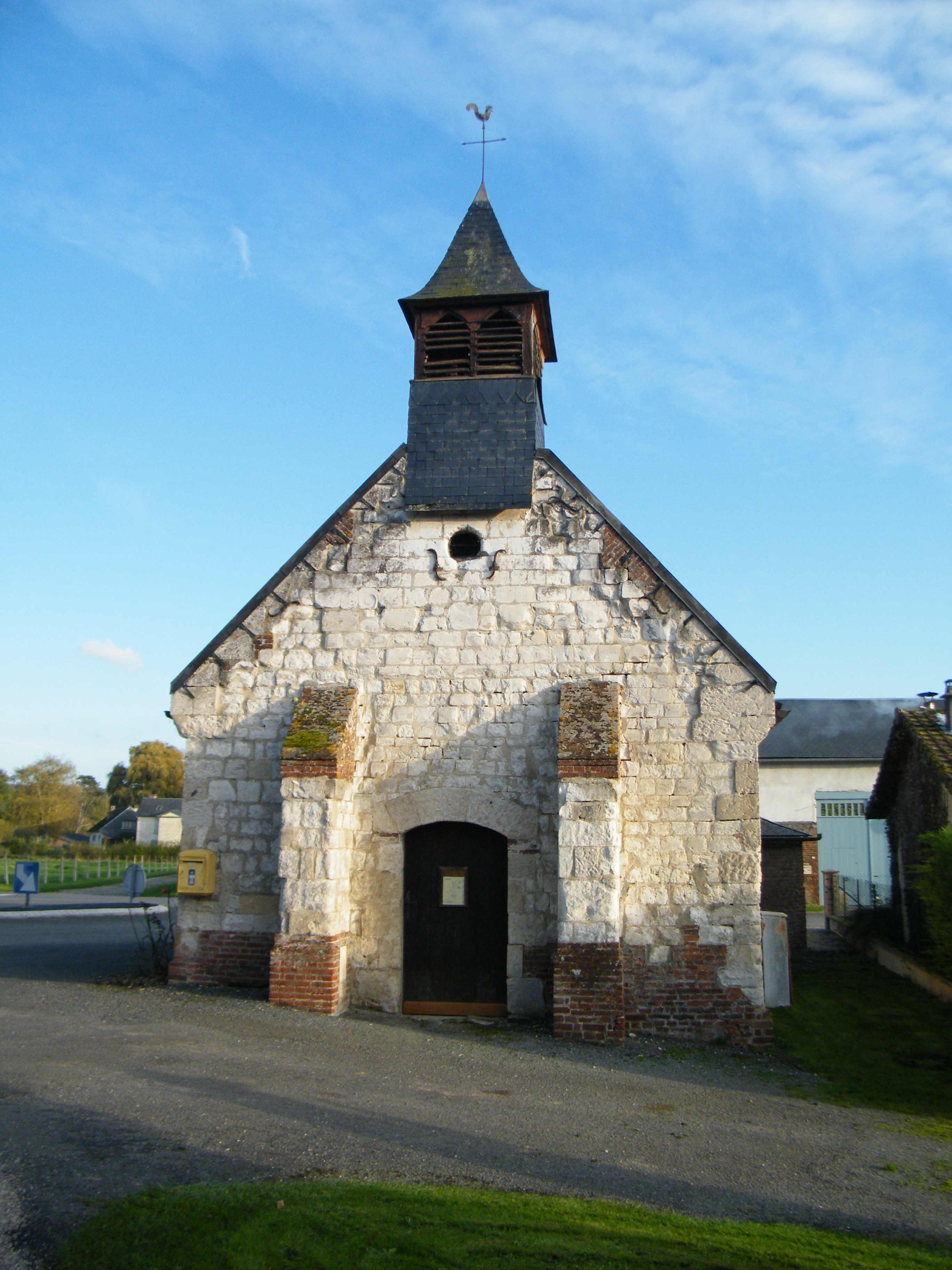
Façade de l'église Saint-Nicolas.
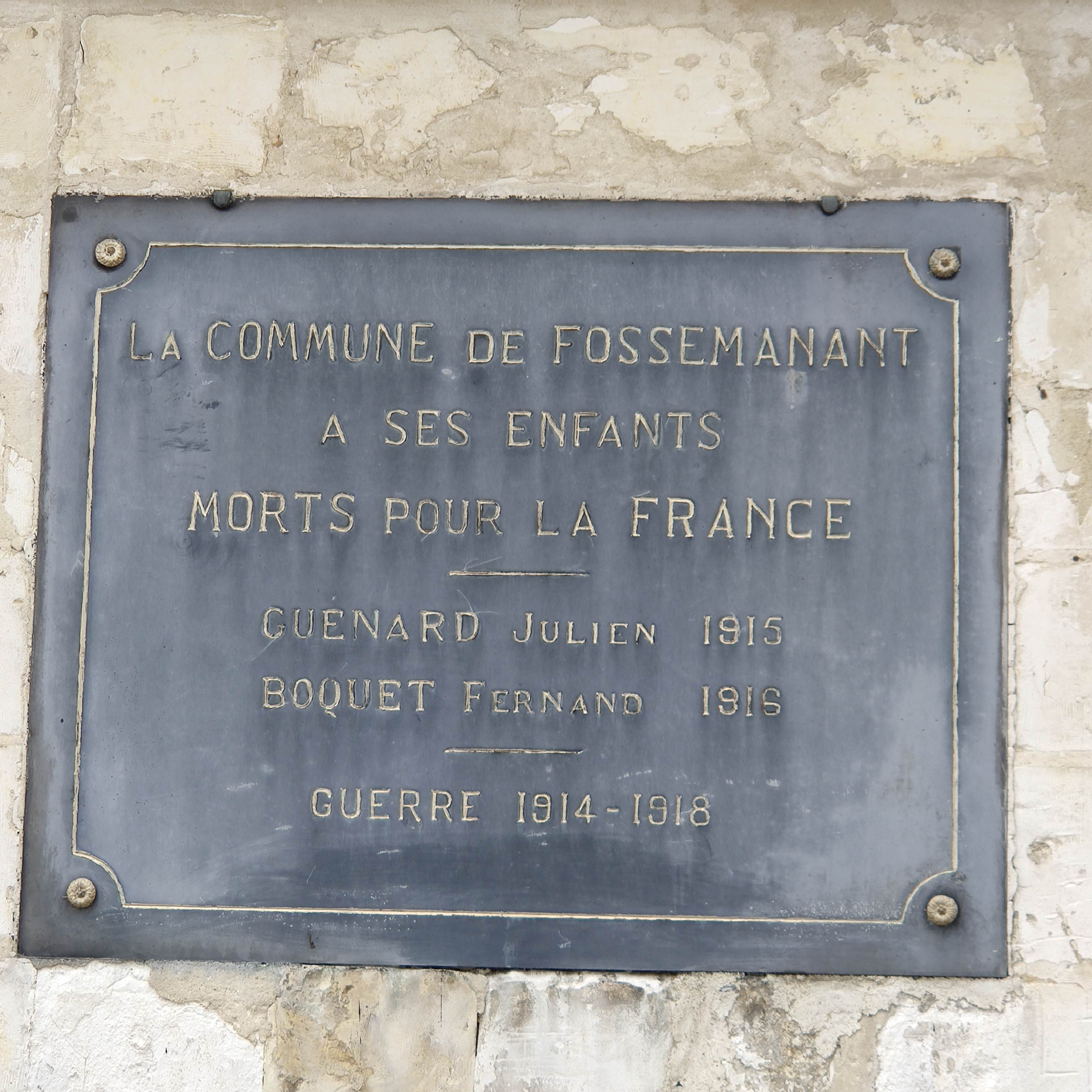
Plaque aux morts pour la France 1914-1918, sur l'église.
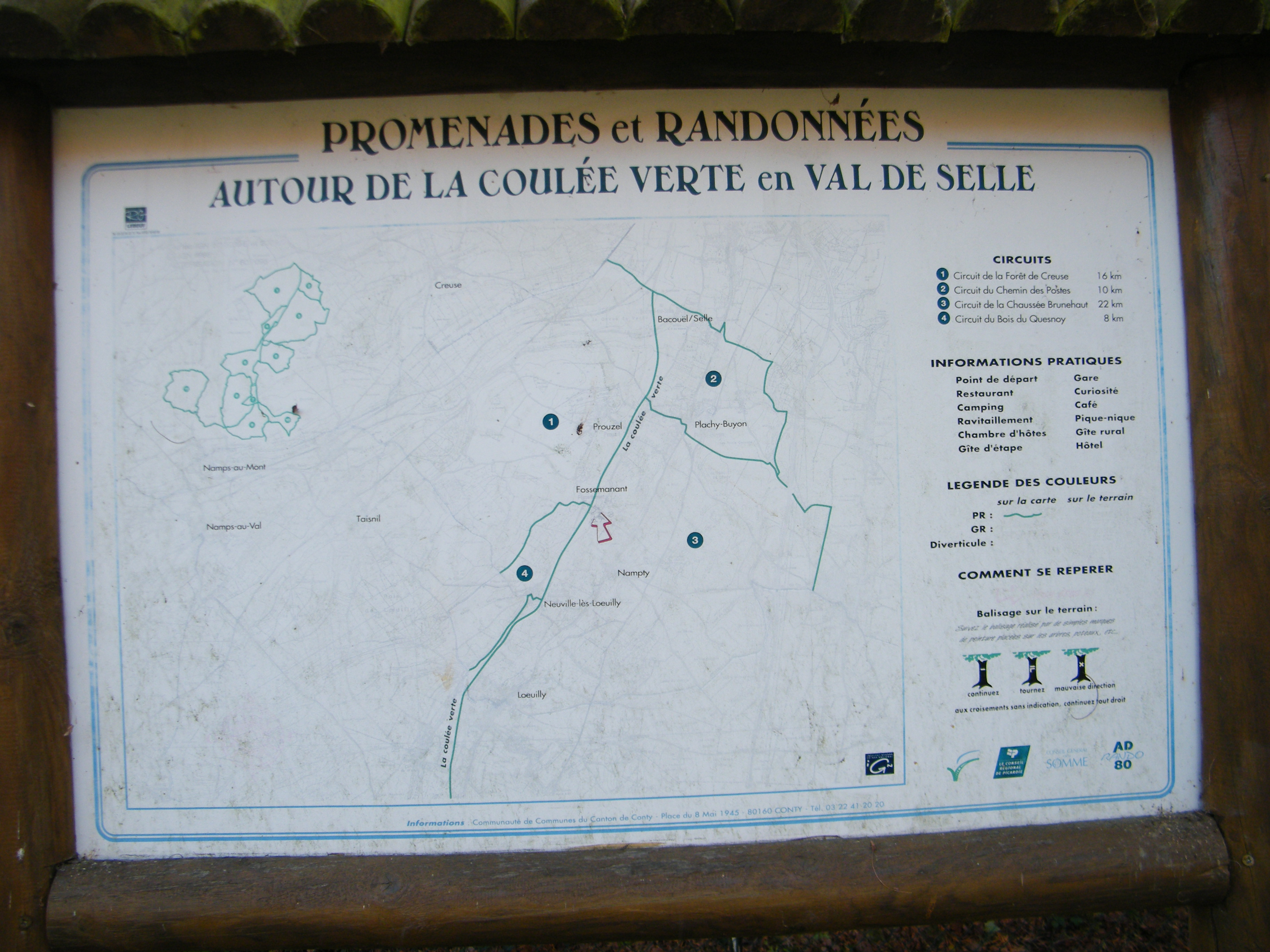
Chemins de randonnées.
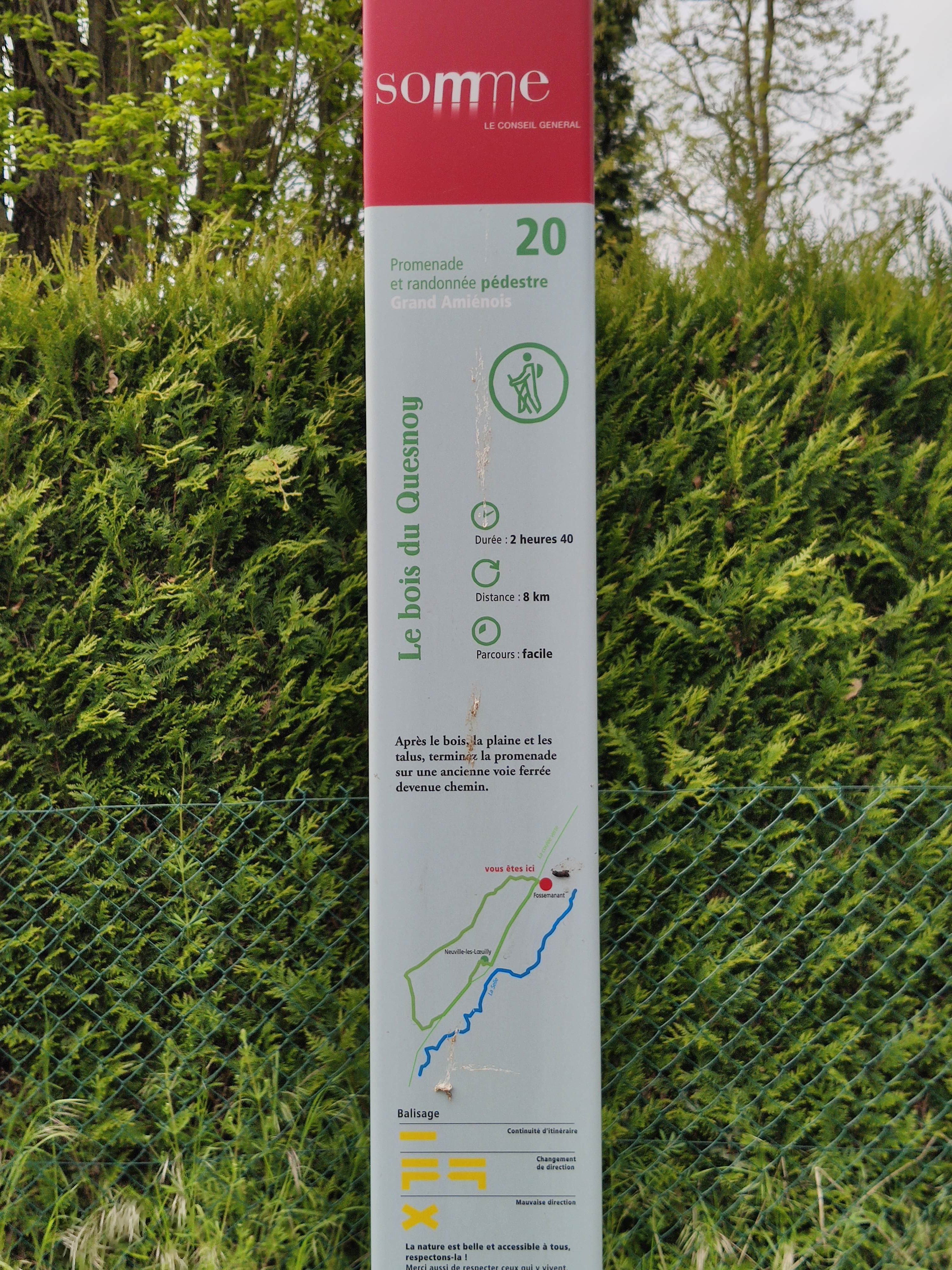
Balisage du chemin de randonnée Le Bois du Quesnoy.